# Sertulariidae
Sertulariidae è una famiglia di Hydrozoa.

## Generi
- Abietinaria (Kirchenpauer, 1884)
- Amphisbetia (L. Agassiz, 1862)
- Crateritheca (Stechow, 1921)
- Dictyocladium (Allman, 1888)
- Diphasia (L. Agassiz, 1862)
- Dynamena (Lamouroux, 1812)
- Fraseroscyphus (Boero & Bouillon, 1993)
- Hydrallmania (Hincks, 1868)
- Idiellana (Cotton & Godfrey, 1942)
- Parascyphus (Ritchie, 1911)
- Pasya (Stechow, 1922)
- Pericladium (Allman, 1876)
- Salacia (Lamouroux, 1816)
- Selaginopsis (Allman, 1876)
- Sertularella (Gray, 1848)
- Sertularia (Linnaeus, 1758)
- Stereotheca (Stechow, 1919)
- Symplectoscyphus (Marktanner-Turneretscher, 1890)
- Tamarisca (Kudelin, 1914)
- Thuiaria (Fleming, 1828)
- Thyroscyphoides (Naumov, 1955)
- Tridentata (Stechow, 1920)